# أرد (لارستان)
ارد (بالفارسية: ارد, إيران) هي قرية تاريخيَّة مأهولة بالسكان تقع في إيران. يقدر عدد سكانها بـ 5,264 نسمة.